# 順天 (郝定)
顺天（1216年）为中国金朝时期红袄军起事者郝定的年号，前后共數個月。

## 公元纪年对照
| 顺天 | 元年   |
| ---- | ------ |
| 公元 | 1216年 |
| 干支 | 丙子   |

## 同期存在的其他政权年号
- 中國
  - 嘉定（1208年－1224年）：宋—宋宁宗赵扩之年號
  - 貞祐（1213年－1217年）：金—金宣宗完顏珣之年號
  - 天統（1213年－1216年）：东辽—耶律留哥之年號
  - 天威（1216年）：东辽—耶廝不之年號
  - 天德（1216年－1217年）：东辽—耶律金山之年號
  - 天泰（1215年－1223年）：东夏—蒲鮮萬奴之年號
  - 興隆（1216年－1217年）：金時期—張致之年號
  - 光定（1211年－1223年）：西夏—夏神宗李遵頊之年號
  - 天開（1205年－1225年）：大理—段智祥之年號
- 越南
  - 建嘉（1211年－1224年）：李朝—李旵之年號
- 日本
  - 建保（1214年－1219年）：順德天皇之年號

## 深入閱讀
- 李崇智. . 北京: 中華書局. 2004年12月. ISBN 7101025129.

## 參看
- 中國年號索引
- 其他时期使用的順天年号